# گرانیت سایدینگ (آریزونا)
گرانیت سایدینگ (به انگلیسی: Granite Siding) یک منطقهٔ مسکونی در ایالات متحده آمریکا است که در آریزونا واقع شده‌است. گرانیت سایدینگ ۱٬۴۹۳ متر بالاتر از سطح دریا واقع شده‌است.